# Plasticidad celular
La plasticidad celular (transdiferenciación) es la capacidad de diferenciación que tienen las células madre.
Primero se pensaba que una célula podía diferenciarse en otra y no volver a su estado original, sin embargo las evidencias experimentales demuestran que sí son capaces de hacerlo. Esto se debe a que la diferenciación no es un proceso irreversible mediado por ejemplo con deleciones o reordenaciones génicas, sino que es reversible y se produce gracias a silenciamientos epigenéticos o activación de genes silenciados.
- Datos: Q6077956